# Sete Vidas
Sete Vidas (Sept vies) est une telenovela brésilienne diffusée depuis le 9 mars 2015 sur Rede Globo.

## Acteurs et personnages
| Acteur/Actrice            | Personnage     |
| ------------------------- | -------------- |
| Domingos Montagner        | Miguel         |
| Débora Bloch              | Lígia          |
| Vanessa Gerbelli          | Marina         |
| Regina Duarte             | Esther         |
| Isabelle Drummond         | Júlia          |
| Jayme Matarazzo           | Pedro          |
| Thiago Rodrigues          | Luis           |
| Maria Eduarda de Carvalho | Laila          |
| Ghilherme Lobo            | Bernardo       |
| Michel Noher              | Felipe         |
| Fernando Belo             | Edgard         |
| Malu Galli                | Irene          |
| Cyria Coentro             | Marlene        |
| Bianca Comparato          | Diana          |
| Mariana Lima              | Isabel         |
| Leonardo Medeiros         | Lauro          |
| Ângelo Antônio            | Vicente        |
| Letícia Colin             | Elisa          |
| Gisele Fróes              | Marta          |
| Fernanda Rodrigues        | Virgínia       |
| André Frateschi           | Arturzinho     |
| Maria Flor                | Taís           |
| Maria Manoella            | Branca         |
| Fernando Eiras            | Renan          |
| Sílvia Lourenço           | Olívia         |
| Cláudio Jaborandy         | Durval         |
| Fábio Herford             | Eriberto       |
| Gabriel Palhares          | Luca           |
| Milena Melo               | Sophia         |
| Cláudia Mello             | Guida          |
| Jesuíta Barbosa           | Miguel (jeune) |
| Luiz Serra                |                |
| Walderez de Barros        | Iara           |
| Fernando Alves Pinto      | Caio           |
| Emílio de Mello           | Vinícius       |
| Selma Egrei               | Dália          |
| Cristine Perón            | Bia            |
| Paula Burlamaqui          | Soraia         |

## Diffusion
- Rede Globo (2015)

### Sources
- (pt) Cet article est partiellement ou en totalité issu de l’article de Wikipédia en portugais intitulé « Sete Vidas » (voir la liste des auteurs).